# Buldog
Buldog (Бу́льдоґ) — музичний проект Пйотра Ветески, колишнього басиста і теперішнього менеджера польського гурту Kult (крім того він є менеджером Казіка Сташевського (Kazik Staszewski) та гурту KNŻ). Buldog грає суміш панку та фанку. З початку існування гурт видає свої альбоми на власному лейблі (Agencja Koncertowo — Wydawnicza Buldog).

## Учасники
Теперішні
- Пйотр Ветеска (Piotr Wieteska) — бас-гітара
- Радек Лукасевич (Radek Łukasiewicz) — гітара
- Адам Свендера (Adam Swędera) — перкусія
- Syn Stanisława — клавішні (до 2008 і з 2010)
- Томек Клапточ (Tomek Kłaptocz) — вокал (з 2009)
- Януш Здунек (Janusz Zdunek) — труба
- Томаш Ґлазік (Tomasz Glazik) — саксофон
- Ярослав Важний (Jarosław Ważny) — тромбон
- DJ George — скретчінг

Колишні
- Skuter – клавішні (2008—2009)
- Казік Сташевський (Kazik Staszewski) — вокал (до 2009)
- Ала Ґадомська (Ala Gadomska) — валторна (до 2011)
- Войцех Яблонський (Wojciech Jabłoński) — гітара (до 2011)

## Дискографія
Альбоми
- Płyta (2006)
- Chrystus miasta (2010)
- Laudatores Temporis Acti (2011)

Синґли
- Singiel (2005)
- Elita (2007)